# Stade Gaston Gérard
Das Stade Gaston Gérard ist ein Fußballstadion in der französischen Stadt Dijon, Département Côte-d’Or in der Region Bourgogne-Franche-Comté. Der Fußballverein FCO Dijon bestreitet hier seine Heimspiele. Der Zuschauerrekord datiert vom 3. April 1991 bei der Partie des Sechzehntelfinales im Coupe de France 1990/91 zwischen dem damaligen Zweitligisten CF Dijon und dem Meister Olympique Marseille kamen 16.140 Besucher (nach anderen Quellen 15.360) ins Stadion.

## Geschichte
Das Stadion wurde im Mai 1934 unter dem Namen Parc des Sports im Beisein des damaligen Staatspräsidenten Albert Lebrun eröffnet. Seinen heutigen Namen bekam es 1969 vom ersten Tourismus-Minister Frankreichs Gaston Gérard. Er erfand auch das bekannte Geflügelgericht Poulet Gaston Gérard. Im Jahr 1974 installierte man eine Flutlichtanlage. 1990 wurde die Pressetribüne und Flutlicht erneuert und es wurden Logen gebaut. Die Anlage war für verschiedene Sportarten konzipiert wie Fußball, Rugby, Leichtathletik und Radrennen. Am 13. Juni 1992 stellte Serhij Bubka mit 6,11 Meter einen neuen Weltrekord im Stabhochsprung auf.
Am 26. September 2007 begann man mit der Renovierung des Stadions. Am 29. Mai 2009 wurde die Nordtribüne eröffnet, was die Kapazität auf 10.902 steigerte. Nach der Fertigstellung der Südtribüne und deren Eröffnung am 29. Oktober 2010 standen 15.000 Plätze zur Verfügung. Nach dem erstmaligen Aufstieg des Vereins in die Ligue 1 im Jahr 2011, sollten Haupt- und Gegentribüne neu errichtet sollten und nach ihrer Fertigstellung 22.000 Zuschauerplätze bieten.
Im Sommer 2015 begann mit dem Abbruch der Osttribüne eine neue Phase der Renovierung und Umgestaltung des früheren Leichtathletikstadions in eine Fußballarena. Seit dem Bau der neuen Osttribüne zur Saison 2017/18 besitzt das Stade Gaston Gérard vier Tribünen direkt am Spielfeldrand mit 15.459 Plätzen. Die am 16. September 2017 eingeweihte Tribune Caisse d’Epargne Bourgogne Franche-Comté bietet 4849 Sitzplätze, 20 Logen, große Hospitality-Räume, eine neue Boutique sowie Verwaltungsbüros sowie Räumlichkeiten für Ordner und Empfangspersonal.